# CERATIZIT Pro Cycling Team/2025
Deze pagina geeft een overzicht van de Duitse vrouwenwielerploeg CERATIZIT Pro Cycling Team in 2025.

## Algemeen
UCI-code: CTC
Sponsor: Ceratizit
Teammanager: Claude Sun
Ploegleiders: Marcello Albasini, Dirk Baldinger, Fortunato Lacquaniti
Fietsmerk: Orbea

## Rensters

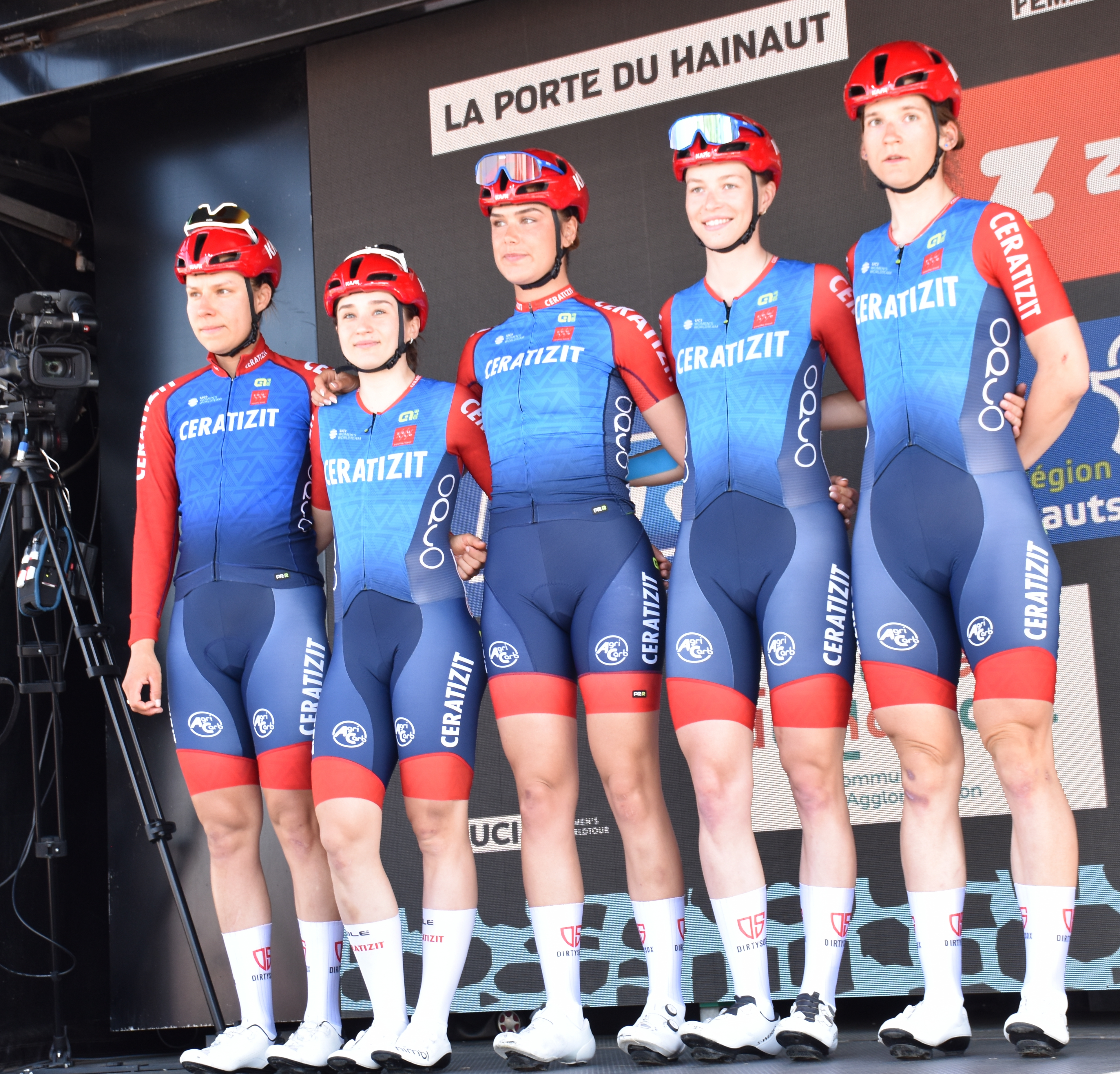
Het team in Parijs-Roubaix 2025.

| Naam              | Geboortedatum | Nationaliteit | Ploeg 2024                     |
| ----------------- | ------------- | ------------- | ------------------------------ |
| Sandra Alonso     | 19-08-1998    | Spanje        |                                |
| Franziska Brauße  | 20-11-1998    | Duitsland     |                                |
| Kristýna Burlová  | 25-03-2002    | Tsjechië      | Team Dukla Praha               |
| Mylène de Zoete   | 03-01-1999    | Nederland     |                                |
| Lana Eberle       | 28-11-2003    | Duitsland     |                                |
| Sara Fiorin       | 24-09-2003    | Italië        | UAE Development Team           |
| Elena Hartmann*   | 12-12-1990    | Zwitserland   | Roland                         |
| Fariba Hashimi    | 22-04-2003    | Afghanistan   | WCC Team                       |
| Daniek Hengeveld  | 17-11-2002    | Nederland     | Team DSM-Firmenich PostNL      |
| Marta Jaskulska   | 25-03-2000    | Polen         |                                |
| Célia Le Mouel    | 20-07-2000    | Frankrijk     | Saint Michel-Mavic-Auber 93    |
| Dilyxine Miermont | 16-05-2000    | Frankrijk     | Saint Michel-Mavic-Auber 93    |
| Sarah Van Dam     | 04-12-2001    | Canada        | DNA Pro Cycling                |
| Petra Zsankó      | 18-02-2001    | Hongarije     | RC ARBÖ-ASKÖ Rapso Knittelfeld |

*vanaf 14 maart

### Vertrokken
| Naam                  | Geboortedatum | Nationaliteit       | Ploeg 2025                      |
| --------------------- | ------------- | ------------------- | ------------------------------- |
| Katie Archibald       | 12-03-1994    | Verenigd Koninkrijk | ?                               |
| Alice Maria Arzuffi   | 19-11-1994    | Italië              | Laboral Kutxa-Fundación Euskadi |
| Laura Asencio         | 14-03-1998    | Frankrijk           | Arkéa-B&B Hotels                |
| Nina Berton           | 03-08-2001    | Luxemburg           | EF-Oatly-Cannondale             |
| Arianna Fidanza       | 06-01-1995    | Italië              | Laboral Kutxa-Fundación Euskadi |
| Martina Fidanza       | 05-11-1999    | Italië              | Team Visma-Lease a Bike         |
| Cédrine Kerbaol       | 15-05-2001    | Frankrijk           | EF-Oatly-Cannondale             |
| Marta Lach            | 26-05-1997    | Polen               | Team SD Worx-Protime            |
| Kathrin Schweinberger | 29-10-1996    | Oostenrijk          | Human Powered Health            |
| Lea Lin Teutenberg    | 02-01-1999    | Duitsland           | Lotto Ladies                    |

## Overwinningen
| Nationale kampioenschappen wielrennen Afghanistan - tijdrit: Fariba Hashimi Afghanistan - wegwedstrijd: Fariba Hashimi Hongarije - tijdrit: Petra Zsankó Tsjechië - wegwedstrijd: Kristýna Burlová Tour Down Under 1e etappe: Daniek Hengeveld Ronde van El Salvador 3e etappe: Sara Fiorin Eindklassement: Elena Hartmann Grand Prix Presidente Dilyxine Miermont Ronde van het Baskenland Ploegenklassement: *1) |

*1) Ploeg Ronde van het Baskenland: Hartmann, Hashimi, Jaskulska, Le Mouel, Miermont, Van Dam
AG Insurance-Soudal · Canyon//SRAM zondacrypto  · Ceratizit-WNT Pro Cycling · FDJ-SUEZ · Fenix-Deceuninck · Human Powered Health · Lidl-Trek · Liv AlUla Jayco · Movistar · Roland · Team Picnic PostNL · SD Worx-Protime · Team Visma|Lease a Bike · UAE Team ADQ · Uno-X Mobility
2014 · 2015 · 2016 · 2017 · 2018 · 2019 · 2020 · 2021 · 2022 · 2023 · 2024 · 2025